# Paulina Dudek
Paulina Dudek (Gorzów Wielkopolski, Polonia, 16 de junio de 1997) es una futbolista polaca. Juega de defensa y su equipo actual es el París Saint-Germain de la Division 1 de Francia. Es internacional absoluta por la selección de Polonia desde 2014. 

## Trayectoria
Fromada en las inferiores del Stilon Gorzów Wielkopolski, Dudek fichó por el Medyk Konin en la temporada 2014-15. En su nuevo club logró ganar tres Ekstraliga consecutivas. Anotó un hat-trick el 7 de mayo de 2017 en la victoria por 5-0 ante el AZS PWSZ Wałbrzych.
Fichó por el París Saint-Germain en enero de 2018.

## Selección nacional
Dudek fue la capitana de la selección de Polonia sub-17 que ganó el Campeonato Europeo Femenino Sub-17 de la UEFA 2012-13.
Es internacional absoluta por la selección de Polonia desde 2014.

## Clubes
| Club                | País    | Año           |
| ------------------- | ------- | ------------- |
| Stilon Gorzów       | Polonia | 2013-2014     |
| Medyk Konin         | Polonia | 2014-2018     |
| París Saint-Germain | Francia | 2018-presente |

## Palmarés

### Títulos nacionales
| Título              | Club                | País    | Año     |
| ------------------- | ------------------- | ------- | ------- |
| Ekstraliga          | Medyk Konin         | Polonia | 2014-15 |
| Copa de Polonia     | Medyk Konin         | Polonia | 2014-15 |
| Ekstraliga          | Medyk Konin         | Polonia | 2015-16 |
| Copa de Polonia     | Medyk Konin         | Polonia | 2015-16 |
| Ekstraliga          | Medyk Konin         | Polonia | 2016-17 |
| Copa de Polonia     | Medyk Konin         | Polonia | 2016-17 |
| Copa de Francia     | París Saint-Germain | Francia | 2017-18 |
| Division 1 Féminine | París Saint-Germain | Francia | 2020-21 |

### Títulos internacionales
| Título                                        | Club                        | País  | Año     |
| --------------------------------------------- | --------------------------- | ----- | ------- |
| Campeonato Europeo Femenino Sub-17 de la UEFA | Selección de Polonia sub-17 | Suiza | 2012-13 |

(*) Incluyendo la selección